# Hi-Point Firearms
Hi-Point Firearms — американская оружейная компания, выпускающая стрелковое оружие бюджетной категории под брендами Hi-Point и Beemiller. Штаб-квартира расположена в Мэнсфилде, штат Огайо, там же располагается и часть производственных мощностей.
Фирма «Хай Пойнт» выпускает гражданские самозарядные пистолеты и лёгкие карабины распространённых в США калибров, таких, как .380 ACP, 9 mm Luger или .45 ACP, причём ценовая политика фирмы такова, что её продукция предлагается по цене вдвое, а то и вчетверо более низкой, чем аналогичная конкурентов. Такая дешевизна достигается главным образом за счёт широкого использования в оружии фирмы пластиков и цинковых литьевых сплавов (ZAMAK), производство оружия из которых обходится намного дешевле, чем из классической стали, а также применению простой и надёжной автоматики на основе свободного затвора. При этом сообщается, что по надёжности оружие «Хай Пойнт» как минимум не уступает аналогичным моделям других фирм, а его долговечность вполне достаточна для индивидуального владельца. Из цинкового сплава изготовляются лишь сравнительно малонагруженные детали оружия, такие, как свободный затвор, при выстреле испытывающий только деформацию сжатия, хорошо переносимую любым достаточно прочным материалом, и рамка / ствольная коробка, которая в оружии со свободным затвором служит главным образом для правильной установки ствола относительно магазина и подвижных деталей, а также направления движения затвора, тоже не испытывая большой нагрузки при выстреле.
Пистолеты «Хай Пойнт» имеют вполне стандартную для этого класса конструкцию, однако отличаются использованием свободного затвора, который в момент выстрела не сцепляется со стволом, что является большой редкостью для пистолетов под столь мощные патроны, как .45 ACP. В результате пистолеты «Хай Пойнт» более массивны и тяжелы в сравнении с аналогами, использующими для работы автоматики, например, отдачу ствола, а также менее эстетичны, но при этом существенно проще в производстве и обслуживании (производитель не рекомендует разбирать оружие для чистки, вместо этого несколько раз в год заливать пистолет легкопроникающим аэрозолем для растворения порохового нагара и чистить ствол после каждых 500—800 выстрелов). Пистолеты «Хай Пойнт» рассчитаны на использование патронов с усиленным зарядом (+P). Рамки пистолетов сделаны из полимерного материала, а затворы — из цинк-алюминий-магниевого сплава ZAMAK-3. По заявлениям производителя, эта технология была применена вследствие того, что в штате Огайо очень много литейных производств, обслуживающих главным образом автомобильную промышленность. Сообщается о случаях разрушения такого затвора при выстреле, происходящего в его наиболее слабом месте — в средней части в районе окна для выброса гильз, где металл испытывает деформацию растяжения. Однако практика показывает, что от подобных случаев не застраховано и оружие намного более высокого класса, изготовленное полностью из стали. В отличие от рамки и затвора большинства современных пистолетов, которые движутся друг относительно друга по горизонтальным фрезрованным направляющим, у оружия фирмы «Хай Пойнт» движение затвора задают ствол и установленная в рамку сзади специальная стальная деталь с цилиндрической головкой, входящей в канал для ударника и удерживающей затвор от выпадения; боковины кожуха-затвора в нижней своей части охватывают рамку пистолета, что также задаёт его траекторию движения при выстреле.

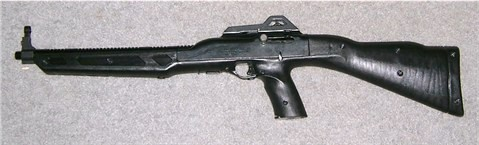
Карабин «Хай Пойнт» раннего выпуска. Карабин на фото принадлежал Эрику Харрису

Карабины «Хай Пойнт 995», «4095» и «4595» по компоновке скорее являются большими пистолетами, с магазином, размещённым в пистолетной рукояти, и окружающим ствол кожухом-затвором. По устройству они в целом подобны пистолетам «Хай Пойнт», за исключением габаритов деталей, которые у карабинов ещё более массивны, чем у пистолетов. Цифры в названии указывают на калибр оружия — соответственно, 9 mm Luger, .40 S&W или .45 ACP. И затвор, и рамка выполнены литьём из сплава ZAMAK-3. Так как внешняя поверхность литых деталей выглядит весьма грубо, в декоративных целях механизм оружия полностью утоплен в полимерном ложе и прикрыт сверху лёгким штампованным кожухом. Стальной ствол нарезан дорнированием (проталкиванием специальной оправки из закалённой стали) и имеет твист (шаг нарезки) в 10" (~254 мм). Автоматика также использует для перезарядки отдачу свободного затвора. В целом, карабины завоевали репутацию очень надёжного и при этом крайне недорогого оружия, и пользуются существенно лучшей репутацией, чем пистолеты.
Карабин « Hi-Point 995» использовался Эриком Харрисом, одним из участников массового убийства в школе Columbine.
Фирма «Хай Пойнт» предлагает уникальную в своём роде безусловную пожизненную гарантию на все свои изделия, которая передаётся даже при перепродаже их третьему лицу.

## Продукция

### Карабины
- Hi-Point 995
- Hi-Point 4095
- Hi-Point 4595

### Пистолеты
- Hi-Point CF-380
- Hi-Point C-9
- Hi-Point Model JCP (.40 S&W)
- Hi-Point Model JHP (.45 ACP)